# Farshūţ
Farshūţ är en ort i Egypten.   Den ligger i guvernementet Qena, i den centrala delen av landet, 500 km söder om huvudstaden Kairo. Farshūţ ligger 78 meter över havet och antalet invånare är 53 851.
Terrängen runt Farshūţ är huvudsakligen platt, men åt nordost är den kuperad. Runt Farshūţ är det mycket tätbefolkat, med 2 614 invånare per kvadratkilometer. Farshūţ är det största samhället i trakten. Trakten runt Farshūţ består till största delen av jordbruksmark.